# ザ・ぼんち
ザ・ぼんちは、吉本興業所属のお笑いコンビ。1980年代前半の「漫才ブーム」で人気を博したのち、長い活動休止を挟み、2000年代に再始動。THE SECOND 〜漫才トーナメント〜2025ファイナリスト。

## メンバー
ぼんち おさむ（1952年12月16日 - ）（72歳）
ボケ担当。
本名は、長瀬 修一（ながせ しゅういち）。旧芸名は単に「おさむ」。
大阪市大正区出身（現在は天王寺区在住）。松竹新喜劇俳優の曾我廼家明蝶の開設した俳優養成所「明蝶芸術学院」で喜劇役者を目指すが、タイヘイトリオの勧めで漫才に転向し浮世亭歌楽の指導を受ける。3か月ほど「やらかす一石・二蝶」というコンビを組んでいた。
「ザ・ぼんち」の一時解散後、俳優としての活動を始め、『はぐれ刑事純情派』などのテレビドラマなどに出演。

里見 まさと（さとみ まさと、1952年4月25日 - ）（73歳）
ツッコミ・ネタ作り担当。
本名は、里 道和（さと みちかず）。旧芸名は単に「まさと」。
兵庫県姫路市出身（現在は西宮市在住）。父親は広島県尾道市、母親は地元姫路の出身。小学校3年生の時に両親が離婚したのちは、父に育てられる。プロ野球選手を目指して大阪の興國高校に進学し、野球部に入部するも、レベルについていけず野球を断念。そんなときに読んだ週刊誌で「西川きよしさんが『二十歳で家建てた』っていう記事を偶然読んで、こら漫才しかないなあ」と思い立った。高校時代の同級生にのちの相方・おさむや九十九一がいた。高校卒業後の1971年、タイヘイトリオに入門。
「ザ・ぼんち」の一時解散後におさむ同様俳優業に挑むも収入が月7万円に落ち込むなど、家族4人で生活できないほど困窮し自殺を考えるほど追い詰められたが、テレビで共演した亀山房代と共に1989年、「里見まさと・亀山房代」を結成し若手扱いから再出発。1997年に第26回上方お笑い大賞金賞、1998年に上方漫才大賞を受賞するに至った。亀山の結婚・妊娠により、2001年末に「まさと・亀山」は円満解散した。
最近はピンでの落語や講談にも力をいれており、特に講談は3代目旭堂小南陵（後の4代目旭堂南陵）の勉強会に参加し10席ほど稽古を付けてもらっている。講談師としての芸名は「旭堂 南総里見八犬伝」。

## コンビ略歴
おさむとまさとは大阪の興國高校の同級生であった。ともにタイヘイトリオに師事（レツゴー三匹の弟弟子にあたる）。1972年11月にコンビを結成し、翌年の1973年コンビ名を「ザ・ぼんち」として、同年なんば花月中席（3月11日 - 3月20日）で初舞台を踏む。コンビ名は、山崎豊子の小説『ぼんち』に由来。当初は松竹芸能に所属したが、やがて和光プロダクションを経て吉本興業に移籍。1975年に発足した秋田實ら漫才作家による若手養成の会「笑の会」に第1期メンバー（他にチグハグコンビ、ガッツジョージ・アーボー、海原はるか・かなた、森啓二・喜多洋司）として入会し、腕を磨いた。
そのかたわら、ぼんちは毎日放送『ヤングおー!おー!』の番組内ユニット「チンチラチン」のメンバーとして売り出し、同局の『モーレツ!!しごき教室』にも出演して若手タレントの注目株と目された。
やがてザ・ぼんちは1978年10月8日の同会の東京公演「やりまっせ!! 大阪漫才 東京なぐりこみ爆笑大会」において、漫才作家の大池晶が「特にぼんちの漫才の受け方は異常でした」と回想するほどの爆笑を生み、この様子を観客として見ていた東阪企画の澤田隆治に、のちに漫才ブームのきっかけとなる様々な番組（後述）の企画を決意させるきっかけとなった。
1980年、関西テレビの『花王名人劇場』やフジテレビの『THE MANZAI』など、澤田や横澤彪らの仕掛けによる一連の漫才番組に横山やすし・西川きよし、B&B（島田洋七・島田洋八）、島田紳助・松本竜介、西川のりお・上方よしお、太平サブロー・シローらと共に出演。たちまち全国的な人気を獲得するに至る。ぼんちはそれまで関西以外では無名に近いコンビだったが、『THE MANZAI』第1回放送（1980年4月1日）の翌日、長崎大学の学園祭に出演するため飛行機で移動していた2人に客室乗務員がサインを頼んでくる状況に直面し、まさとは「僕の人生は変わった」と感じたという。
1981年、シングルレコード「恋のぼんちシート」を発売し、売上約80万枚に達し、オリコンチャートでは最高位2位を記録する大ヒット曲となり、同年全国7か所縦断コンサートを開催。最終日の7月21日には日本武道館で公演し、武道館でコンサートを開催した初の漫才師となった。当時のまさとは「末路は哀れでもええから、人気のあるうちに好きなことしよう」とコンビで話し合ったことをのちに回想している。この時期はテレビ・ラジオのレギュラーが週14本あったのに加え、劇場の出番をこなしつつ合間に取材を受けるという殺人的な多忙ぶりとなり、静岡と山梨で同日同時間に営業の仕事が重なる状態となり静岡からヘリコプターで山梨に移動した（山梨の方の漫才出番を飛ばし、握手会に切り替えた）、楽屋で点滴を打っていたなどのエピソードが残る。
漫才ブームの沈静化に伴い仕事は減少し、また芸の消耗が激しかったこともあり、ザ・ぼんちは1986年を以て一時コンビを解散した（各メンバーの活動については上述）。
長い休止期間の末、2002年に再結成した。2014年にはかつての同名の番組にちなんだコンテスト番組『THE MANZAI』に出場、認定漫才師50組に選出された。その予選控え室や会場通路の至る所で熱心に練習へ精を出す若手の熱気と気迫に圧倒され、年数制限がないからと軽い気持ちでの参戦を後悔した反面、真剣に漫才へと取り組む若手たちの姿に感動し、以後レギュラーの劇場出番のほか、若手中心のライブや学園祭にも積極的に参加し、記念ライブの会場に敢えて若手中心プログラムの常設劇場であるルミネtheよしもとや、古い歴史を持つ大須演芸場を選ぶなど、ベテラン・大御所という自覚を持たず若手と同じ目線、立場での活動を展開している。
2024年には芸歴16年以上の漫才師による大会『THE SECOND 〜漫才トーナメント〜』に出場。ベスト32に進出し、開幕戦ノックアウトステージで285点の高得点を出すも、ハンジロウに2点差で敗退した。
その翌年の2025年大会ではベスト32でモグライダー、ベスト16で因縁の相手であるハンジロウと再戦を果たし、273点(タイムオーバーの為、283点から10点減点)を記録してベスト8(グランプリファイナル)への出場を決めた。

### 受賞歴
- 1975年 第5回NHK上方漫才コンテスト 優秀敢闘賞
- 1978年 第7回上方お笑い大賞 銀賞
- 1979年 第14回上方漫才大賞 新人賞
- 1980年 第18回ゴールデン・アロー賞　芸能新人賞ならびに最優秀新人賞

音楽新人賞の田原俊彦、松田聖子らを抑え、芸能新人賞受賞者では最初で最後の最優秀新人賞受賞者になった。
- 1981年 第1回花王名人大賞 最優秀新人賞
- 1981年 第16回上方漫才大賞 大賞
- 2018年 第73回文化庁芸術祭 大賞

## 芸風
スマートな男前のまさとが丁寧にネタを振り、そこへ乗って大きくボケるおさむのコンビは異色であった。この構図の原点はアメリカのコメディアンコンビ「底抜けコンビ」（ディーン・マーティン&ジェリー・ルイス）にあるという。おさむはルイスの大ファンであることを公言しており、髪型やダンスなど芸風が重なる部分も多々ある。
結成当初は秋田實直系の正統派のしゃべくり漫才を志向していたが、ギャグ（後述）と動きが満載の漫才でブレイクしたため「引っ込みがつかなくなった」（まさと談）。
漫才ブームの時期は通常の背広ではなく、いわゆる「アイビールック」を着用し、トレードマークとなった。

### ギャグ
- おさむちゃんで〜す!（おさむ）

このセリフのあと続けて自分の頭をげんこつで叩くフリ（振り切らないで頭上で止める）をしながら口内で舌を鳴らす。
- おさむ「そうーなんですよ、川崎さん」→まさと「ちょっと待ってください、山本さん」

テレビ朝日系『アフタヌーンショー』のレポーター山本耕一と司会者・川崎敬三のやりとりをものまねしたもの。「恋のぼんちシート」の中でも演じている。
- ○○…、潮来の伊太郎〜、あれ〜（おさむ）

橋幸夫のものまね。何を歌っても橋幸夫になってしまい、歌声の確認のために短く「潮来笠」を歌っては困るさまを演じる。当時OAされていた橋幸夫が「潮来の伊太郎～、カップのみそらーめん、サッポロ一番、あり?」と歌うサンヨー食品「みそラーメン」のTVCMが元ネタである。
- 今日、耳日曜（おさむ）
- おまえは、病気やろ（まさと）
- やったやった! ○○! やった!!（まさと）

○○の中には「阪神勝ってる」等が入る。

## エピソード
- 吉本興業の社長・会長を歴任した吉野伊佐男はザ・ぼんちの元マネージャーである。
- おさむは売れない時代、月亭八方の経営する飲食店でアルバイトをしていた。無名時代は客からすでに芸人であるにも拘らず「兄ちゃん、オモロイから芸人になったらええで」とよく勧められたという。
- 後輩の礼二（中川家）は、まさとのものまねをレパートリーとしている。

## 出演
コンビ揃っての出演作および、まさと個人の出演作。おさむのみの出演作はおさむの項参照。

### 過去に出演した放送番組
- ヤングおー!おー!（毎日放送）
- モーレツ!!しごき教室（毎日放送）
- お笑いネットワーク（読売テレビ）
- 吉本ホットコメディ（関西テレビ）
- MBSヤングタウン（MBSラジオ）
- THE MANZAI（フジテレビ）
- 花王名人劇場（関西テレビ）
- 笑ってる場合ですよ!（フジテレビ）
- サザエさん パート5（フジテレビ）
- シャボン玉プレゼント（ABCテレビ）
- ザ・マンザイクイズ（文化放送）
- ヤングタウンTOKYO（TBSラジオ）
- セイ!ヤング（文化放送）
- ダントツ笑撃隊!!（日本テレビ）
- バラエティー生活笑百科（NHK総合）
- 里見まさとのオヤジサロン（KBS京都ラジオ）
- 歌って笑ってよしもとカラオケ天国（KBS京都ラジオ）
- NEWSワンダーランド（ラジオ大阪）
- 音芸の世界（ラジオ大阪）
- 里見まさとのSCAN KYOTO（KBS京都ラジオ）
- 里見まさとのおおきに!サタデー（ラジオ大阪、まさとのみ）
- 里見まさとのご町内探訪（大垣ケーブルテレビ、まさとのみ）

### テレビCM
- 大日本除虫菊 金鳥どんと（1981年）
- 牛乳石鹸共進社 スキンライフ（1983年）
- ミノルタ
- 日本マクドナルド
- 一正蒲鉾 オホーツク

ほか

## ディスコグラフィ

### シングル
| 発売日                 | 面                     | タイトル                        | 作詞                   | 作曲                   | 編曲                   | 規格                   | 規格品番               |
| フォーライフ・レコード | フォーライフ・レコード | フォーライフ・レコード          | フォーライフ・レコード | フォーライフ・レコード | フォーライフ・レコード | フォーライフ・レコード | フォーライフ・レコード |
| ---------------------- | ---------------------- | ------------------------------- | ---------------------- | ---------------------- | ---------------------- | ---------------------- | ---------------------- |
| 1981年1月1日           | A                      | 恋のぼんちシート                | 近田春夫               | 近田春夫               | 鈴木慶一               | EP                     | 7K-11                  |
| 1981年1月1日           | B                      | オーバーチュア・海              | 近田春夫               | 近田春夫               | 鈴木慶一               | EP                     | 7K-11                  |
| 1981年3月21日          | A                      | ラヂオ〜NEW MUSICに耳を塞いで〜 | 近田春夫               | 近田春夫               | 鈴木慶一               | EP                     | 7K-15                  |
| 1981年3月21日          | B                      | 噂のドンブリカンジョー          | 高木英一               | 高木英一               | 鈴木慶一               | EP                     | 7K-15                  |
| 1981年9月21日          | A                      | ぼくの妹に                      | 岩谷時子               | 弾厚作                 | 岡田徹                 | EP                     | 7K-29                  |
| 1981年9月21日          | B                      | 夜行列車                        | 鈴木博文               | 鈴木慶一               | 鈴木慶一               | EP                     | 7K-29                  |
| 1981年11月21日         | A                      | エーメンからGo Go Go            | 糸井重里               | 鈴木慶一               | 鈴木慶一               | EP                     | 7K-46                  |
| 1981年11月21日         | B                      | お座敷犬小唄+OL                 | 糸井重里               | 鈴木慶一               | 鈴木慶一               | EP                     | 7K-46                  |
| 1982年9月5日           | A                      | るんるんブギ（ショッピング編）  | Heart Box              | 宇崎竜童               | 鈴木慶一               | EP                     | 7K-71                  |
| 1982年9月5日           | B                      | るんるんブギ（根暗編）          | Heart Box              | 宇崎竜童               | 鈴木慶一               | EP                     | 7K-71                  |

### アルバム
| 発売日                 | タイトル                           | 規格                   | 規格品番               |
| フォーライフ・レコード | フォーライフ・レコード             | フォーライフ・レコード | フォーライフ・レコード |
| ---------------------- | ---------------------------------- | ---------------------- | ---------------------- |
| 1981年5月21日          | ザ・ぼんちクラブ / The Bonchi Club | LP                     | 28K-19                 |

### 映像媒体
| 発売日         | タイトル                                                                             | レーベル                     | 規格 | 規格品番   |
| -------------- | ------------------------------------------------------------------------------------ | ---------------------------- | ---- | ---------- |
| 2003年8月20日  | お笑いネットワーク発 漫才の殿堂 ザ・ぼんち                                           | ポニーキャニオン             | DVD  | PCBP-50871 |
| 2005年1月19日  | 軌跡 横山やすしフルスロットル                                                        | ポニーキャニオン             | DVD  | PCBE-51295 |
| 2004年9月18日  | 上方漫才まつり（昭和編） 第2集                                                       | キングレコード               | VHS  | KIVE-331   |
| 2004年9月18日  | 上方漫才まつり（昭和編） 第2集                                                       | キングレコード               | DVD  | KIBE-99    |
| 2012年12月12日 | THE MANZAI LEGEND DVD-BOX 1980 笑いの覚醒～1982 笑いの飛翔 吉本興業創業100周年記念版 | よしもとアール・アンド・シー | DVD  | YRBN-90289 |

### タイアップ一覧
| 曲名                 | タイアップ                                                           | 収録作品                         |
| -------------------- | -------------------------------------------------------------------- | -------------------------------- |
| エーメンからGo Go Go | 松竹・東京ムービー新社提携長編アニメーション『マンザイ太閤記』主題歌 | シングル「エーメンからGo Go Go」 |

## 著書
- 『ザ・ぼんちの王様の耳はロバの耳』（ワニブックス）1981
- 『ザ・ぼんちの恋のタネあかし キミは恋の魔法使い』ワニブックス、1981.7

## 弟子
いずれもまさとの弟子
- 長谷川宏（ティーアップ）
- シンクタンク
- 中丸あや（Vi☆Vi）
- 武智晃洋
- 亀山房代